# ورماس
ورماس (به عربی: ورماس) یک شهرداری در الجزایر است که در ناحیه قمار واقع شده‌است. ورماس ۴۴۳ کیلومتر مربع مساحت و ۵٬۹۰۰ نفر جمعیت دارد و ۷۶ متر بالاتر از سطح دریا واقع شده‌است.